# Chauffeur

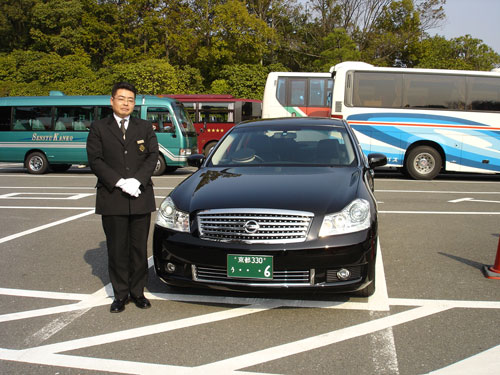
Een chauffeur in Japan (2006)

Een chauffeur is in het algemeen de bestuurder van een motorvoertuig, al dan niet beroepsmatig. Het woord is afgeleid van het Franse werkwoord chauffer, dat "verhitten" betekent.

## Geschiedenis
De eerste zelfbewegende voertuigen werden aangedreven door stoomkracht en een belangrijke taak van de eerste bestuurders bestond uit het op druk houden van de stoomketel, door toevoeging van brandstof. Later is de term chauffeur vooral bestuurders van wegvoertuigen aan gaan duiden; bij stoomlocomotieven onderscheidde men al snel een stoker en een machinist.

## Vereisten
Om zelf chauffeur van een motorvoertuig te worden, zijn er wettelijke eisen en vaak aanvullende trainingen nodig:
Elk type chauffeur moet in het bezit zijn van een geldig rijbewijs dat geschikt is voor het voertuig dat zij besturen (bijvoorbeeld in Nederland rijbewijs B voor personenauto’s, C voor vrachtwagens, en D voor bussen). Een chauffeur mag passagiers vervoeren in het voertuig maar als dat op commerciële dienstverleningsbasis gebeurt dient een chauffeur aan aanvullende eisen te voldoen. Een taxichauffeur moet een opleiding volgen en een taxivervoersbewijs bij zich dragen. In Nederland krijgt deze dat enkel na afleggen van het opleidingsexamen een medische keuring. Een Vrachtwagen- en buschauffeur moet in Nederland een code 95-certificering behalen, wat betekent dat zij getraind zijn in veilig en efficiënt transport. Voor het mogen vervoeren van gevaarlijke stoffen zijn er nog aanvullende trainingen en certificaten. Voor privéchauffeurs als directiechauffeurs zijn er aanvullende opleidingen voor etiquette, defensief rijden en het omgaan met VIP-klanten. Indien een chauffeur 70 jaar is geworden is elke vijf jaar een medische rijbewijskeuring vereist.

## Trivia
Wie geeft me jatmous? is de titel van de opgetekende herinneringen van de Amsterdamse taxichauffeur Harry Boting, die in sappig Amsterdams de wederwaardigheden van een Amsterdamse taxichauffeur beschrijft. 